# André Seyrig
André Seyrig, född 1897, död den 3 januari 1945 i Antananarivo, Madagaskar, var en fransk entomolog som var specialiserad på brokparasitsteklar.
Auktorsnamnet Seyrig kan användas för André Seyrig i samband med ett vetenskapligt namn inom zoologin; se Wikipedia-artiklar som länkar till auktorsnamnet.